# Монтгомери (Западна Вирџинија)
Монтгомери (енгл. Montgomery) град је у америчкој савезној држави Западна Вирџинија.

## Демографија
По попису из 2010. године број становника је 1.638, што је 304 (-15,7%) становника мање него 2000. године.
| Група             | 2000.         | 2010.         |
| Белци             | 1.480 (76,2%) | 1.272 (77,7%) |
| Афроамериканци    | 338 (17,4%)   | 285 (17,4%)   |
| Азијати           | 73 (3,8%)     | 9 (0,5%)      |
| Хиспаноамериканци | 12 (0,6%)     | 29 (1,8%)     |
| Укупно            | 1.942         | 1.638         |